# Backum (westfälisches Adelsgeschlecht)

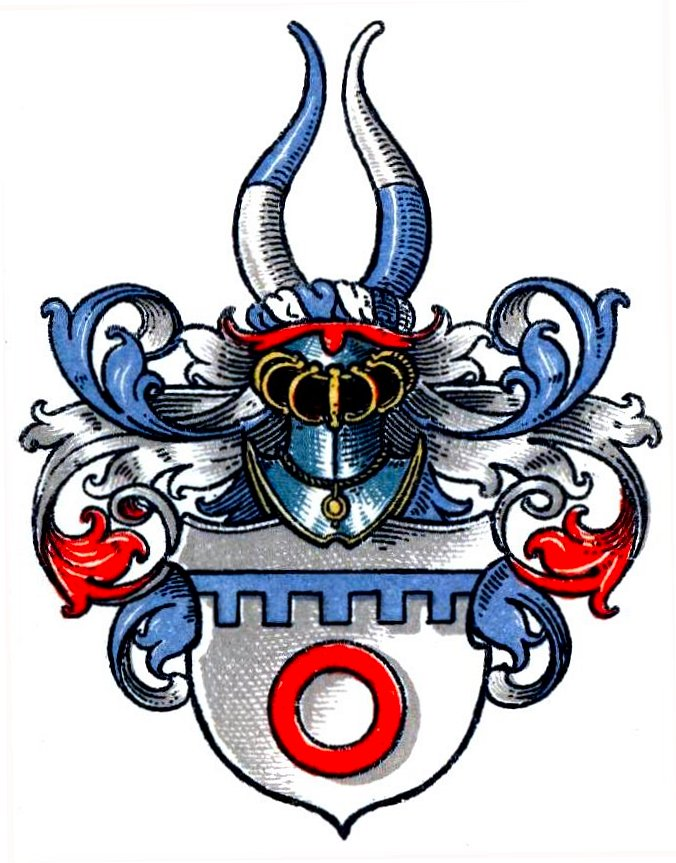
Wappen derer von Backum (Westfalen) im Wappenbuch des Westfälischen Adels

Die Herren von Backum (auch: Bakum, Backem, Bachem o. ä.) waren ein westfälisches Adelsgeschlecht.
Die Familie ist zu unterscheiden von den rheinländischen Herren von Backum.

## Geschichte
Der Stammsitz des Geschlechts war Haus Backum, ein inzwischen abgegangener Rittersitz in der Hertener Bauerschaft Backum, ehemals Kirchspiel Recklinghausen, im Vest Recklinghausen. Bereits 1309 erscheint ein Recklinghäuser Schöffe Gerlach genannt von Bachem. Weitere Güter waren Haus Leythe und Haus Berge im Vest Recklinghausen sowie Schloss Hackfort im Achterhoek.

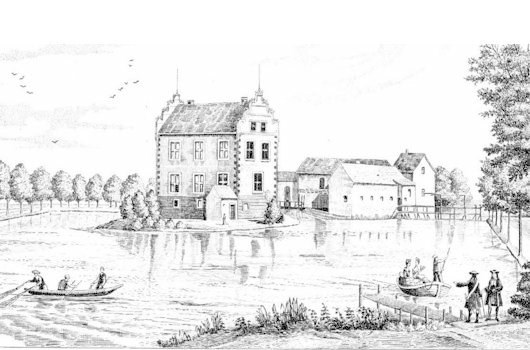
Haus Leyte um 1723
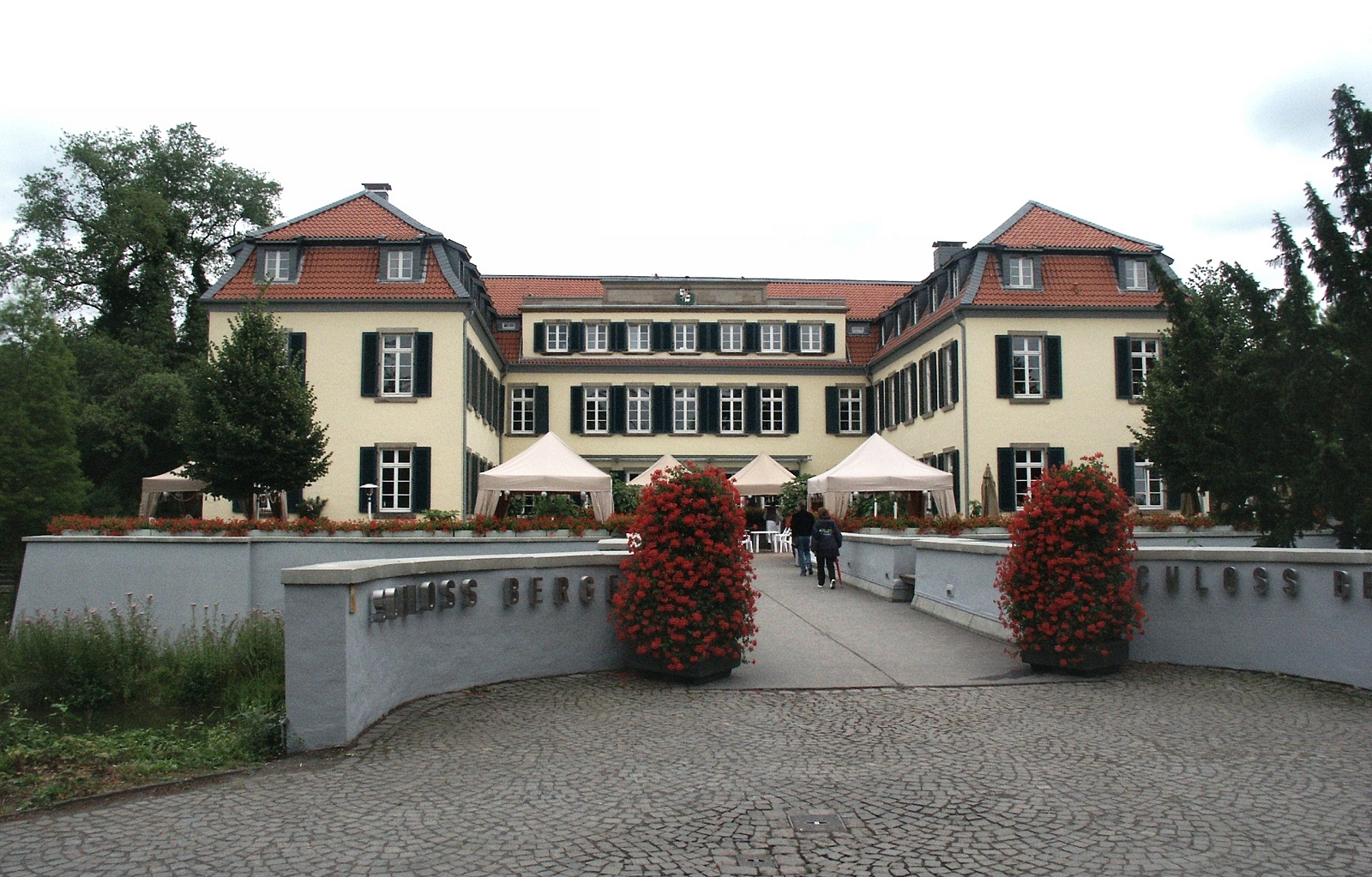
Schloss Berge
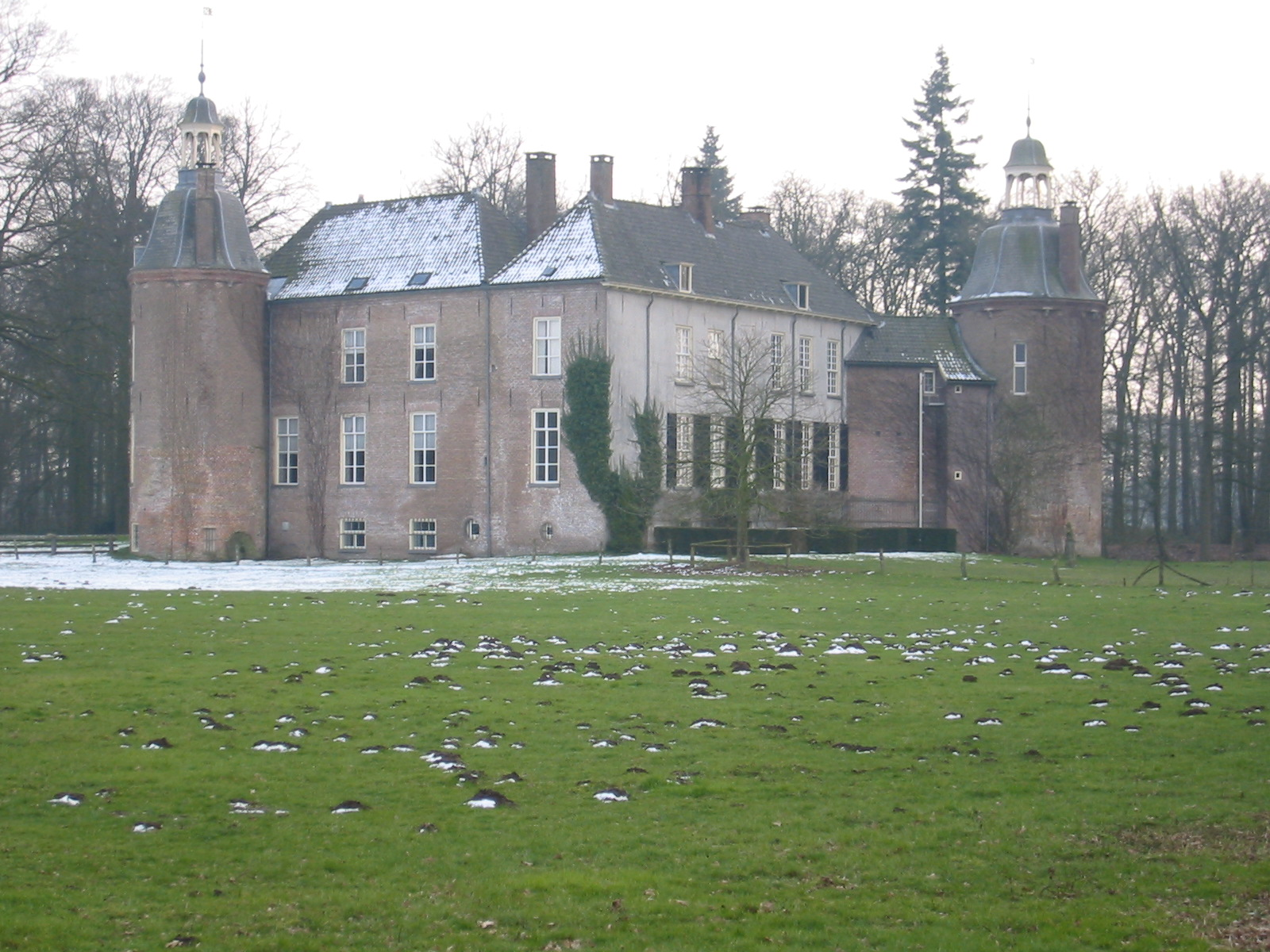
Schloss Hackfort im Achterhoek

Haus Backum blieb bis Mitte des 15. Jahrhunderts in Händen der Familie. 1460 verkaufte Diederich von Backem zu Haus Leythe zusammen mit seiner Frau Styne das Gut zu Backem mit all seinem Zubehör an Johann von Sevendair (Sevenar), dessen Nachkommen Mitte des 16. Jahrhunderts Schöffen in Recklinghausen waren.
Haus Leyte fiel durch Heirat der Erbtochter Jutta von Leythen 1377 an Dietrich von Backum zu Haus Backum. Im Anschluss blieb Leythe für ca. 150 Jahre in Händen der Familie Backum. Um 1530 brachte Erbtochter Anna von Backum das Haus durch ihre Ehe mit Rötger von Ovelacker an die Herren von Ovelacker.
Haus Berge kam durch Kauf in die Familie. Die Witwe des kinderlos verstorbenen letzten Herrn von und zu Berge, Gerlach von Berge, verkaufte das Haus und die umliegenden Güter an den Ritter Heinrich von Backem zu Haus Leythe. Als diese Linie mit Jörgen von Backem erlosch, brachte dessen Erbtochter Hartlieb (auch Hartlief) Haus Berge im Jahr 1521 an ihren Ehemann Georg von Boenen zu Oberfeld.
Bezüglich des Aussterbens des Geschlechts liegen unterschiedliche Nachrichten vor. Laut Spießen erlosch das Geschlecht ca. 1570. Laut Kneschke blühte es noch gegen Ende des 17. Jahrhunderts. Letzterer berichtet von einem „Franz Heinrich von Backum zum Hamm“, der sich 1680 unter die Kölnische Ritterschaft aufschwor. Dieser Franz Heinrich von Backum zu Haus Hamm bei Strümp gehörte jedoch zum gleichnamigen, nicht verwandten rheinländischen Adelsgeschlecht Backum zu Haus Latum und Haus Hamm. Auch Ledebur vermischt fälschlicherweise die beiden Geschlechter und ihre Besitzungen.
An das westfälische Geschlecht derer von Backum erinnert heute die Backemstraße in Gelsenkirchen-Erle.

## Wappen
Blasonierung: In Silber ein an den Schildrand anstoßender, fünflätziger, blauer Turnierkragen, darunter ein roter Ring. Auf dem blau-silber bewulsteten Helm zwei von Blau und Silber in wechselnden Farben geteilte Büffelhörner. Die Helmdecken in blau-silbern-rot.